# Dobka
Die Dobka ist ein rechter Zufluss der Weichsel in den Schlesischen Beskiden von 5,7 Kilometern Länge. Der Fluss entspringt an den südwestlichen Hängen der Trzy Kopce Wiślańskie und fließt nach Westen. Er durchfließt den Ortsteil Dobka von Ustroń, bevor er in die Weichsel mündet.